# Plectrocnemia complex
Plectrocnemia complex är en nattsländeart som beskrevs av Hwang 1958. Plectrocnemia complex ingår i släktet Plectrocnemia och familjen fångstnätnattsländor. Inga underarter finns listade i Catalogue of Life.